# Nacional Atlético Clube (Patos)
Nacional Atlético Clube, comumente conhecido como Nacional de Patos, é um clube de futebol brasileiro sediado na cidade de Patos, no estado da Paraíba, participando de diversas edições do Campeonato Paraibano de Futebol desde 1965, competindo atualmente na primeira divisão do referido torneio, mas também disputando torneios de base com suas equipes sub-15, sub-17 e sub-20. Fundado em 23 de dezembro de 1961, suas cores oficiais são o verde e o branco, com uma rica história no futebol paraibano, o clube tem como mascote o "Canário do Sertão", refletindo sua identidade regional e sendo um dos mais tradicionais da região.
Desde sua fundação, por funcionários federais que trabalhavam na cidade, o Nacional de Patos tem sido uma força competitiva nos campeonatos estaduais da Paraíba, conquistando títulos e construindo uma base sólida de torcedores apaixonados. O clube possui como principais títulos o Campeonato Paraibano de 2007, tendo também conquistado o título de 2008 da Copa Paraíba e a Segunda Divisão do Campeonato Paraibano de 2017, cujas realizações demonstram a relevância e contribuição do clube para o cenário esportivo local.
O Nacional de Patos realiza suas partidas de futebol no Estádio José Cavalcanti (JC), com capacidade para receber até 8 mil torcedores, convertendo-se ele em palco de emocionantes partidas e momentos históricos do clube, que tem como maiores rivais o Esporte Clube de Patos, os quais disputam o Clássico Patoense, além de Atlético Cajazeirense de Desportos e o Sousa Esporte Clube. Ademais o futebol, o Nacional de Patos também está envolvido em atividades sociais e comunitárias, promovendo o desporto e contribuindo para o desenvolvimento da região, consolidando-se como parte da identidade cultural patoense e sertaneja.

## História

### Fundação e época amadora
O clube foi fundado em 23 de dezembro de 1961 por funcionários federais que trabalhavam na cidade, notadamente os da Empresa Brasileira de Correios e Telégrafos, sendo o senhor José Geraldo Dinoá Medeiros, o seu fundador e primeiro Presidente do clube, cuja relação entre os funcionários que fundaram o clube e as siglas em comum de seus órgãos deram o nome ao clube: "Nacional". As cores da equipe patoense foram o verde e o amarelo, em alusão à bandeira nacional, embora que ao mudar de amador para profissional, o Nacional precisou modificar as cores, dado que uma norma da Confederação Brasileira de Desportos (CBD) na época não permitia que clubes profissionais possuíssem camisa na mesma cor que a da seleção brasileira, dessa forma, a equipe adotou as atuais cores verde e branco.
Como clube amador, o Nacional disputou suas primeiras partidas no velho campo do Colégio Estadual, atual Escola Monsenhor Manuel Vieira, sendo sua primeira partida realizada contra o Botafogo de João Pessoa, cujo placar terminou desfavorável ao Nacional pelo agregado de 5–1, o gol de consolação do Nacional foi marcado pelo atacante "Espedito do Correio", logo, primeiro gol da história do clube. Foi também no Campo do Colégio Estadual que em 14 de abril de 1963 realizou-se a primeira partida do Clássico Patoense envolvendo as equipes rivais do Nacional e Esporte, tendo ela terminado com vitória de virada do Esporte por 3–1.

### Profissionalização e torneios nacionais

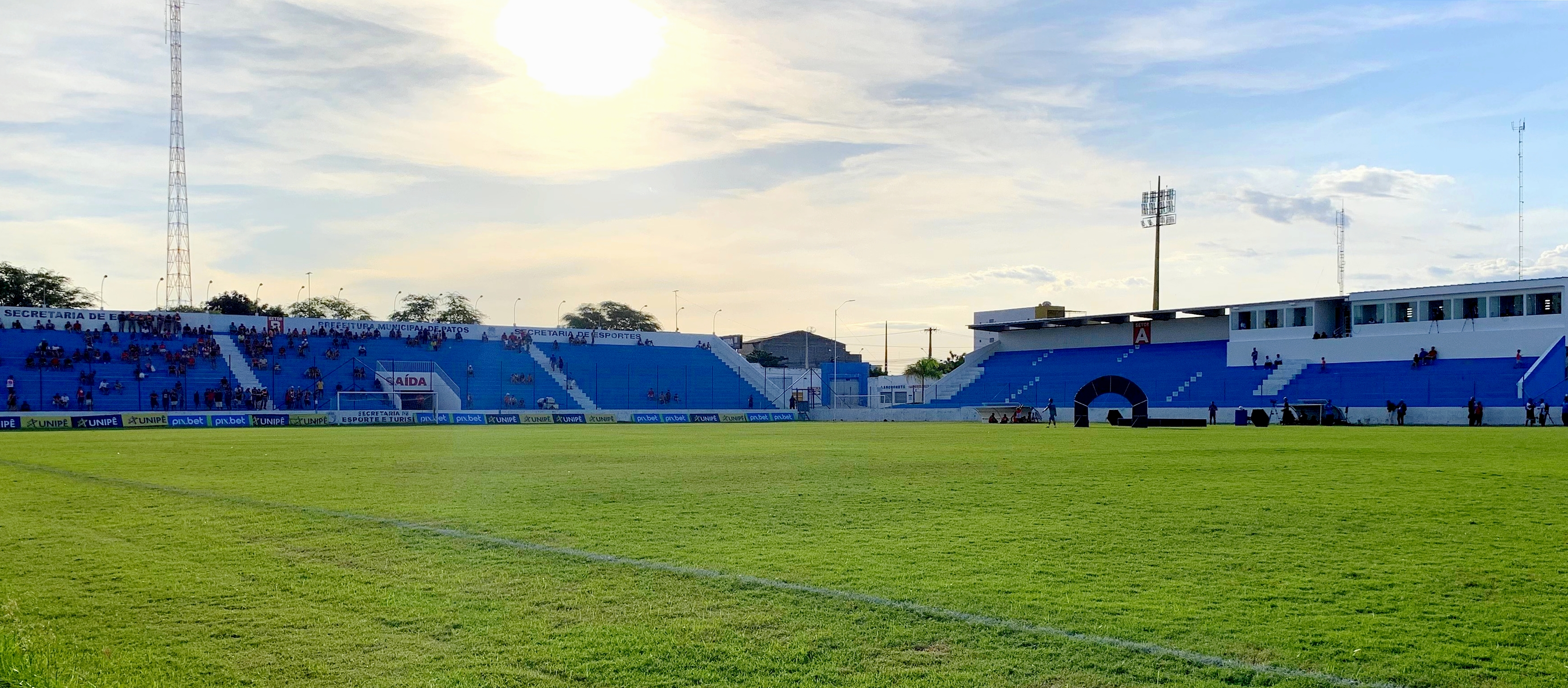
Estádio José Cavalcanti

Ao buscar a profissionalização, o clube mudou o seu local de jogos, passando a realizar suas partidas no Estádio Municipal José Cavalcanti, também em Patos, cuja partida de inauguração do referido estádio, em 1964, uma partida entre a equipe do Nacional contra o Esporte de Patos terminou com o placar de 2–1 favorável à equipe nacionalina. No ano de 1965, já como clube profissional, o Nacional iniciou suas participações no Campeonato Paraibano, assim como também o Esporte de Patos, seu maior rival, essa participação no campeonato estadual deu-se de forma regular a partir de então, exceto em algumas temporadas em que a equipe ficou de fora, seja por abandono do campeonato ou por punição, a exemplo das temporadas do estadual de 1970 e 1971, cujo retorno deu-se em 1972, época em que o plantel ficou conhecido como "Moleques da Rua da Baixa", uma tradicional rua de Patos, que formou boa parte dos jogadores daquele período, daquele ano em diante, o Nacional se fez presente em todas as edições do Campeonato Paraibano até a temporada de 1995, as quais quase sempre esteve na metade superior da classificação geral.
No ano de 1975, o Campeonato Paraibano foi concluído de maneira incomum, com a Federação Paraibana de Futebol (FPF) declarando Botafogo e Treze como campeões, contudo, um problema iniciado após a escalação do jogador Dadinha na partida entre Nacional e Campinense iniciou uma disputa sobre o campeão daquela temporada. O Campinense, ganhou os pontos da derrota frente ao Nacional por 3–1, porém, no ano seguinte, o Tribunal de Justiça Desportiva (TJD) mudou sua decisão anterior e decidiu que o Campinense deveria ser declarado o vencedor da partida, visto que Dadinha havia sido expulso na partida anterior, e portanto, suspenso automaticamente por determinação do Conselho Nacional de Desportos (CND), ainda assim, o Nacional recorreu ao "supertapetão" da CBD, no qual a revista Placar publicou:

"Entende que não tem culpa pelo erro do tribunal paraibano e que, no máximo, a justiça desportiva deve determinar a realização de outra partida com os jogadores habilitados àquela época. Uma armadilha jurídica, pois muitos atletas já mudaram de time e tal jogo é de realização impossível". Revista Placar
Em 14 de março de 1976, em partida válida pelo Paraibano daquele ano, o Nacional venceu o Esporte por 7–1, sendo até hoje a maior goleada a favor do time canarinho na história do clássico, dois anos mais tarde, o clube viria a ser vice-campeão paraibano pela primeira vez, ao ser superado pelo Botafogo de João Pessoa na grande final. A regularidade do clube obtida na década de 1970 garantiu a participação em seus primeiros torneios organizados pela Confederação Brasileira de Futebol (CBF), a exemplo do Torneio Incentivo, cujo Verdão Maravilha sagrou-se campeão por cinco vezes consecutivas: 1977, 1978, 1979, 1980 e 1981.
O clube concluiu as temporadas do Estadual de 1989, 1990 e 1991 na segunda posição, classificando-se para as disputas do Brasileirão da Segunda Divisão e tornando-se o primeiro clube do Sertão da Paraíba a disputar o torneio, embora tenha sido eliminado ainda na primeira fase, concluindo o campeonato na 49.ª posição entre entre 96 participantes. Em meados da década de 1990 o Nacional começou a apresentar irregularidades nas disputas do campeonato estadual, não estando presente nas edições de 1996 nem em 2003 e nas demais edições que participou, muitas vezes lutou para não ser rebaixado, numa má fase que durou até a temporada de 2004, quando no final daquele ano o ex-atleta do clube, José Ivan dos Santos, mais conhecido como "Zé Ivan", assumiu a presidência do clube o qual passou a realizar campanhas de destaque no campeonato estadual, sendo que já na temporada de 2005 o clube alcançou uma campanha com 7 vitórias consecutivas, conquistando novamente o vice estadual e garantindo também vaga na Série C do Campeonato Brasileiro daquele mesmo ano.

### Época de ouro

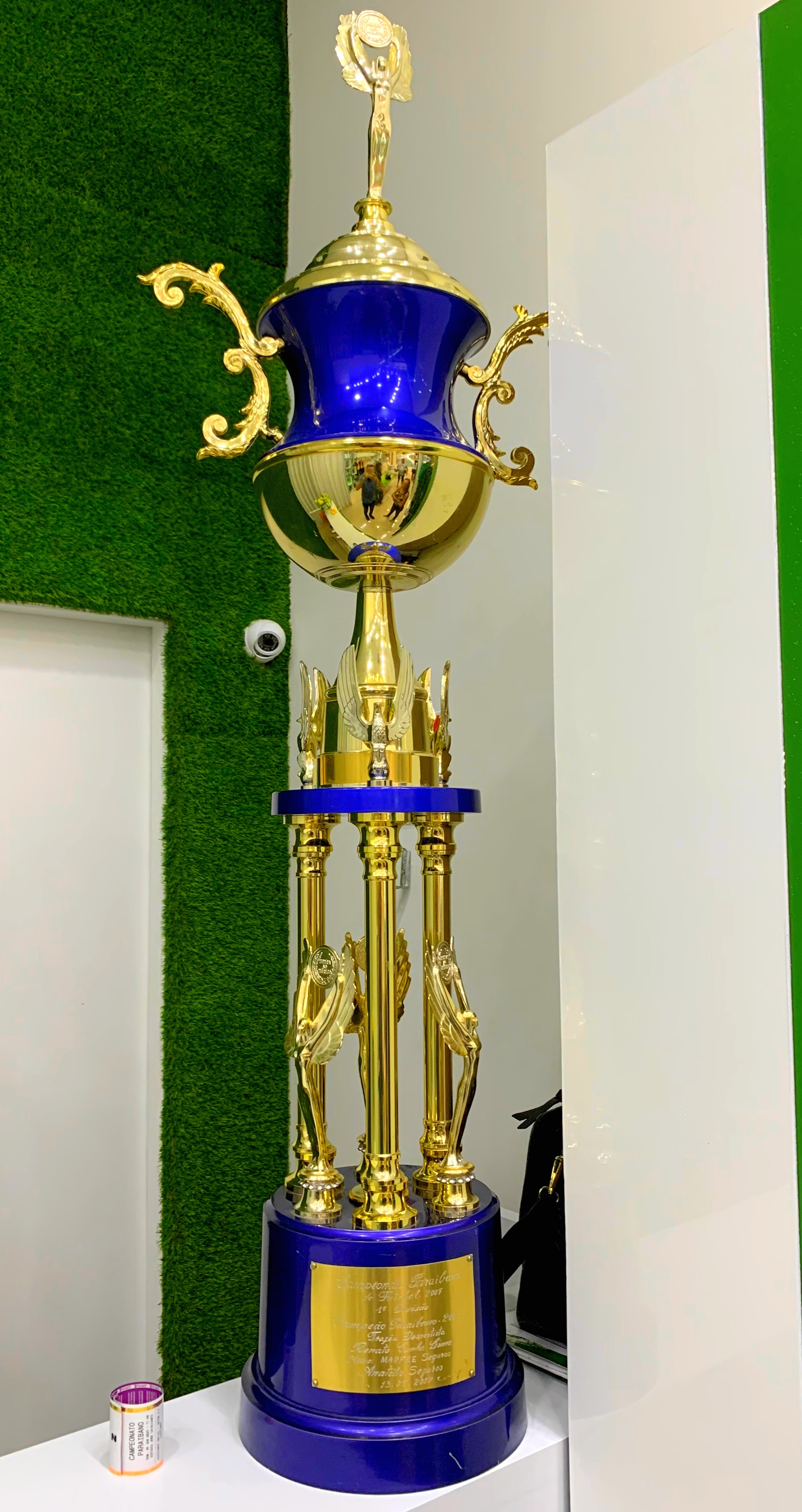
Troféu do Paraibano 2007

Com uma base sólida o Nacional conseguiu pela primeira e única vez o título estadual em 2007, cuja campanha começou com o clube sendo campeão do 1.º turno derrotando o Sousa na final e ganhando o direito de enfrentar o vencedor do segundo turno, no caso, o Atlético Cajazeirense, em uma final disputada em dois jogos, cujo placar de 2–1 foi favorável ao Atlético na primeira partida realizada em Cajazeiras e um histórico 3–0 no jogo de volta, ocorrido no Estádio José Cavalcanti, em Patos, para um placar agregado de 4–1 a favor do Verdão Maravilha, que assegurou o título histórico para o clube e para a cidade. Além do título, o Nacional concluiu o Paraibano 2007 com o artilheiro da competição: Edmundo, tendo marcado um total de 18 gols.
O título estadual de 2007 garantiu vaga para o Canário do Sertão na Série C do Campeonato Brasileiro daquele mesmo ano, cuja participação foi destacada, com o clube conseguindo chegar à fase final e concluir o campeonato em 8.º lugar, prejudicado na última fase por ter que disputar suas partidas no Estádio "Amigão", em Campina Grande, e mesmo não conseguindo ser promovido de divisão, a campanha do Nacional em 2008 obteve resultados de destaque, a exemplo de uma vitória frente ao Bahia por 2–1. O triunfo no campeonato estadual em 2007 também deu ao Nacional o direito de disputar a Copa do Brasil de 2008, sendo a primeira participação do clube no evento, cuja presença findou ainda na fase inicial, após perder para o Internacional de Porto Alegre, em Patos, pelo placar de 4–0.
No segundo semestre também de 2008, o clube disputou a Copa Paraíba, conseguindo erguer a taça por antecipação e garantindo vaga na Copa do Brasil de 2009, sendo que na segunda participação do clube no referido torneio, o adversário foi outro conhecido clube, o Fluminense do Rio de Janeiro, desta vez, a partida foi realizada no Estádio "Almeidão" em João Pessoa, em uma partida bem disputada, o clube paraibano perdeu por 1–0 na partida de ida e foi derrotado por 3–0 no jogo de volta, realizado no estádio do Maracanã. No primeiro turno do Campeonato Paraibano de 2009, o Nacional conseguiu uma destacada vitória sobre o Esporte pelo placar de 6–1, sendo uma das maiores goleadas a favor da equipe nacionalina no clássico, cuja boa fase também era observado na base do clube, apelidada de "Nacionalzinho", que apresentava boas campanhas em torneios estaduais, resultando na participação da equipe sub-20 na Copa São Paulo de Futebol Júnior de 2011, sendo a primeira participação do clube no torneio e único representante do estado naquela temporada da competição.

### Descenso e retorno à elite
Nos anos seguintes o clube não conseguiu destaque como nos anos anteriores, em 2014 abandonou a disputa de Campeonato Paraibano alegando motivos financeiros e foi automaticamente rebaixado, fato inédito na história do clube, em 2015 com a nova diretoria comandada pelo Presidente Alisson Nunes até teve um bom começo de pré-temporada, goleando por 6–0 o selecionado de Monteiro no JC, mas para a disputa inédita da Segunda Divisão do Paraibano teve uma campanha razoável sendo eliminado nos pênaltis pelo Paraíba de Cajazeiras pelo placar de 4–2, após ter vencido o primeiro jogo por 1–0 em Patos e perdido pelo mesmo placar no Perpetão, dando adeus à competição na fase de quartas de final. Na temporada de 2016 da Segunda Divisão, o clube chegou mais perto de conquistar a vaga, porém, acabou perdendo as duas partidas da semifinal para o Internacional e foi obrigado a adiar o sonho do retorno à elite estadual.

Desempenho do Nacional no Paraibano

Em 2017, o clube montou uma equipe mais forte, que acabou conseguindo o título da Segunda Divisão estadual, marcando seu retorno à elite do futebol paraibano, desde então, o clube disputa a Primeira Divisão do futebol paraibano, apresentando algumas campanhas regulares e em 2019, após uma boa fase de grupos, chegou às semifinais do Campeonato Paraibano, sendo eliminado pelo Botafogo-PB, terminando em 4.º lugar geral na competição. Em 2022, o clube começou o ano com uma crise interna, e após uma reviravolta, conseguiu se acertar e fez uma ótima campanha, terminando em 2.º lugar do grupo B, com 13 pontos, avançando assim à 2.ª fase do Campeonato Paraibano, por ter melhor campanha, decidiu a 2.ª fase em casa, contra a equipe do São Paulo Crystal, onde saiu com um triunfo de 4–0, avançando de fase garantindo vaga para o Campeonato Brasileiro de Futebol - Série D de 2023, voltando assim a disputar uma competição de nível nacional após 16 anos, a posição obtida no estadual também assegurou oportunidade de disputar vaga para a primeira fase eliminatória da Copa do Nordeste, contudo, o clube desistiu da disputa e deu a vaga ao Sousa.
O retorno do clube à primeira divisão do Campeonato Paraibano, bem como às disputas de torneios nacionais coincidiram com a modernização da infraestrutura do clube e construção do Centro de Treinamento, integrado de hotel, campo, academia e auditório e servindo de apoio às práticas esportivas e sociais do clube que tornou-se, na época, o único clube do sertão com um centro de treinamento próprio. Na Série D 2023, o clube apresentou uma ótima campanha, sendo eliminado nas quartas de final pelo Ferroviário, clube que viria a ser o campeão invicto do torneio, já no Paraibano de 2024, após apresentar um início perfeito de campeonato, com a liderança invicta, a equipe teve queda drástica e foi eliminado ao final da primeira fase e após mudar a diretoria no final daquele ano, as dívidas do clube que giravam em torno de 1 500 000 de reais foram expostas, assim como a não prestação de contas por parte da diretoria anterior, que acarretou no não recebimento do suporte financeiro do governo do estado para a temporada 2025, o comprometimento do pagamento dos salários e consequentemente do aproveitamento da equipe, recorrendo à contratação temporária do veterano Marcelinho Paraíba, o qual liderou com sucesso a equipe na luta contra o rebaixamento.

## Símbolos e estrutura
O Nacional utiliza as cores verde e branco como cores oficiais, embora já tenha utilizado também o amarelo em sua época amadora, tendo posteriormente modificado para se adequar às normas da CBD na época, essas estão presentes em suas camisas oficiais, sendo que o primeiro uniforme costuma apresentar blusas cujo verde se sobressai, acompanhado de calções também verdes, contrapondo-se ao terno reserva que possui blusas em cor majoritariamente branca e calções brancos. Em 2023, por ocasião do retorno do clube ao Campeonato Brasileiro, o Nacional fez uma votação entre os seus torcedores para definir as cores de um uniforme alternativo, cujo amarelo saiu vencedor, relembrando as cores da formação original do clube, já a temporada de 2025 o clube substituiu o amarelo pela cor preta, em alusão à campanha contra o racismo nos estádios e apoio ao movimento "Vidas Negras Importam".

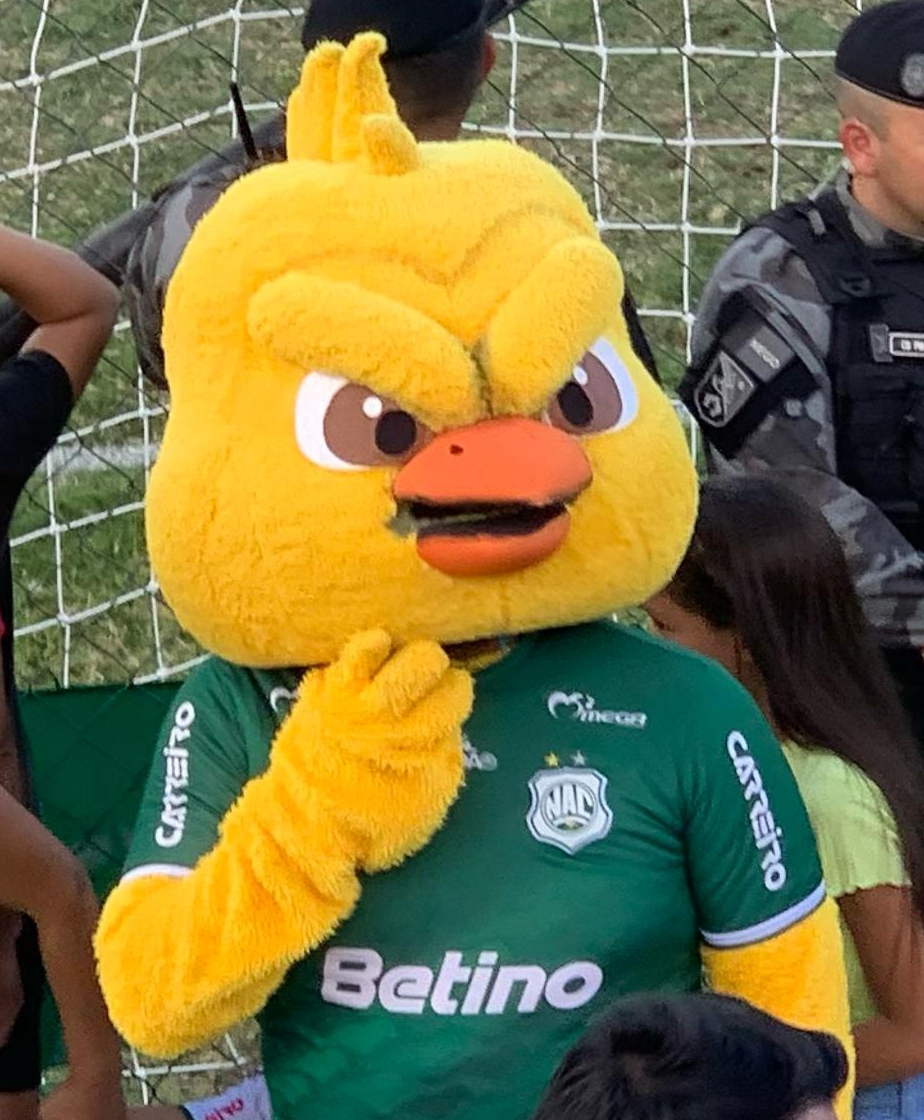
Mascote do clube

As cores do clube também estão presentes em seu escudo, que possui um formato polonês com borda verde e fundo branco no qual está centralizada uma figura circular com bordas verdes e as letras NAC em cor branca, representando as iniciais do nome Nacional Atlético Clube, colocadas sobre uma faixa branca posterior ao desenho de um canário em cor amarela, havendo ainda duas estrelas na parte superior: uma dourada e outra prateada. O canário presente no escudo do clube, é o mascote oficial da equipe, e recebe o nome de "Zezito", o animal também dá um dos apelidos ao clube, que é frequentemente referido como o "canário do sertão", além disso, o local de treinamento clube, além do próprio Estádio Municipal José Cavalcanti, costuma acontecer em seu Centro de Treinamento apelidado de "Ninho do Canário", o qual foi construído numa área no sudoeste do município.
O "Ninho do Canário", oficialmente denominado de Centro de Treinamento Sebastião Firmino Costa, cujo nome homenageia Bastinho, atleta do clube nas décadas de 1960 e 1970, na época em que foi construído era o único entre os clubes do Sertão da Paraíba e em sua estrutura apresenta hotel, campo de treinamento, academia e auditório, vinculados ao apoio da atividade desportiva, bem como causas sociais. O clube conta ainda com uma sede social leva o nome de Romero Nóbrega, um importante nome do futebol patoense e nacionalino e se localiza na região da cidade conhecida como "Rua da Baixa" e uma loja temporária oficial focada na venda de produtos oficiais do time, localizada no Patos Shopping.

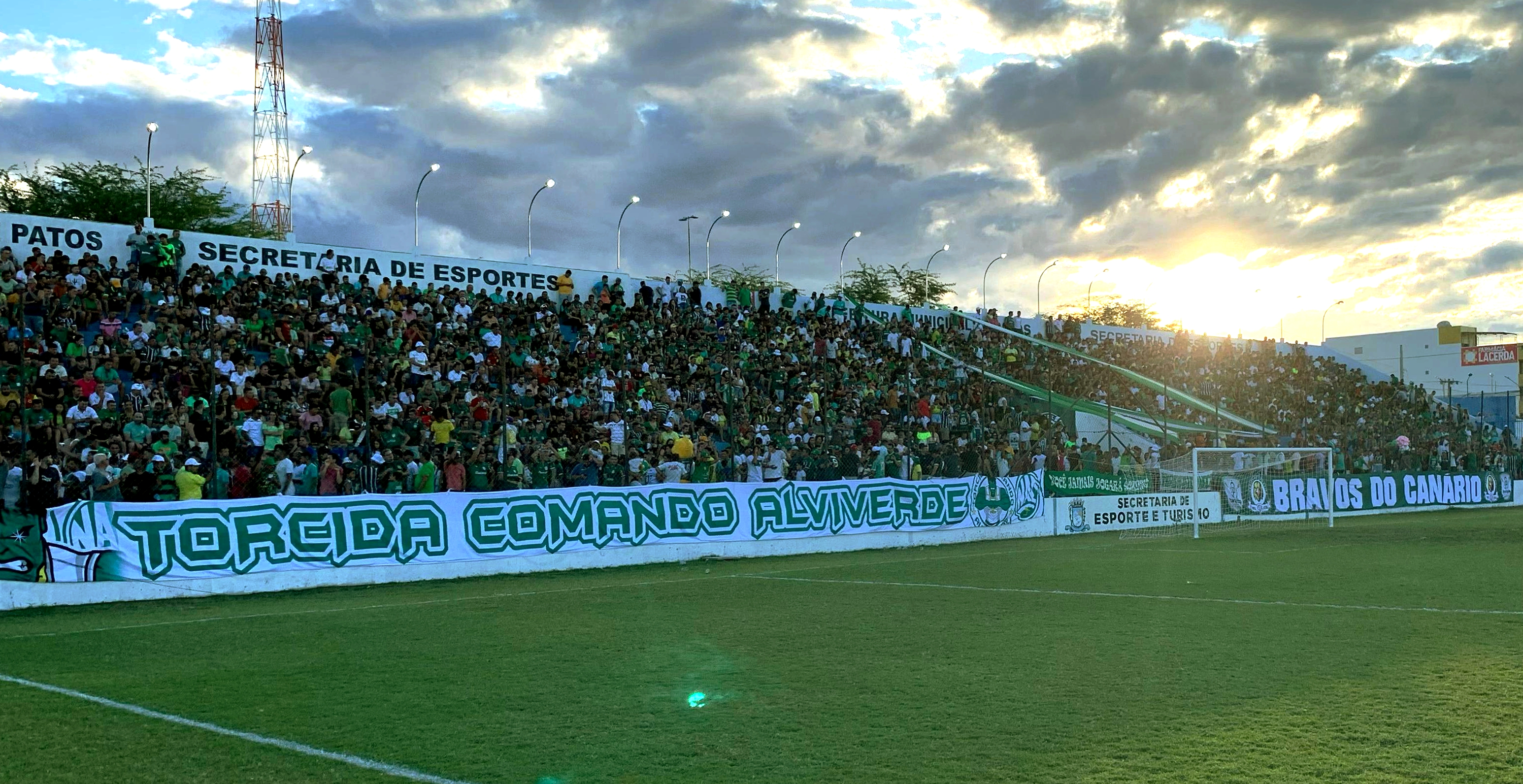
Torcida do Nacional em dia de jogo

A torcida do Nacional costuma se fazer presente em bom número durante os jogos do clube no Estádio José Cavalcanti, sendo que nas temporadas mais recentes, em que o público retornou de vez aos estádios após a fase mais aguda da pandemia de COVID-19, o Nacional tem apresentado bom público pagante em seus jogos do Campeonato Paraibano, ficando em 3.º ou 4.º lugar entre as equipes com mais público nas temporadas mencionadas, até mesmo nos anos que disputou a Segunda Divisão, o Nacional conseguiu jogar pra cima a média de público do campeonato.
Uma pesquisa levantada pelo Instituto DataVox em 2023 para saber quais eram as maiores torcidas da Paraíba, revelou que o Nacional de Patos possui preferência de 4,9 % entre os torcedores paraibanos, colocando a equipe como a quarta mais amada do estado, naquele mesmo ano o clube ocupou o 4.º lugar na venda de pacotes pay-per-view da Rede Paraíba de Comunicação, reforçando a pesquisa do DataVox e colocando o clube como o mais querido do estado além dos três do "Trio de Ferro". As principais torcidas organizadas do clube são Comando Alviverde, Naça Chopp e a barra brava Bravos do Canário, que em 2025, ao lado de outros torcedores do Nacional, levou às ruas de Patos um bloco carnavalesco denominado "Bloco do Canário", tendo saído na sexta-feira anterior ao carnaval, dentro dos festejos de folia de rua da cidade.

## Rivalidades

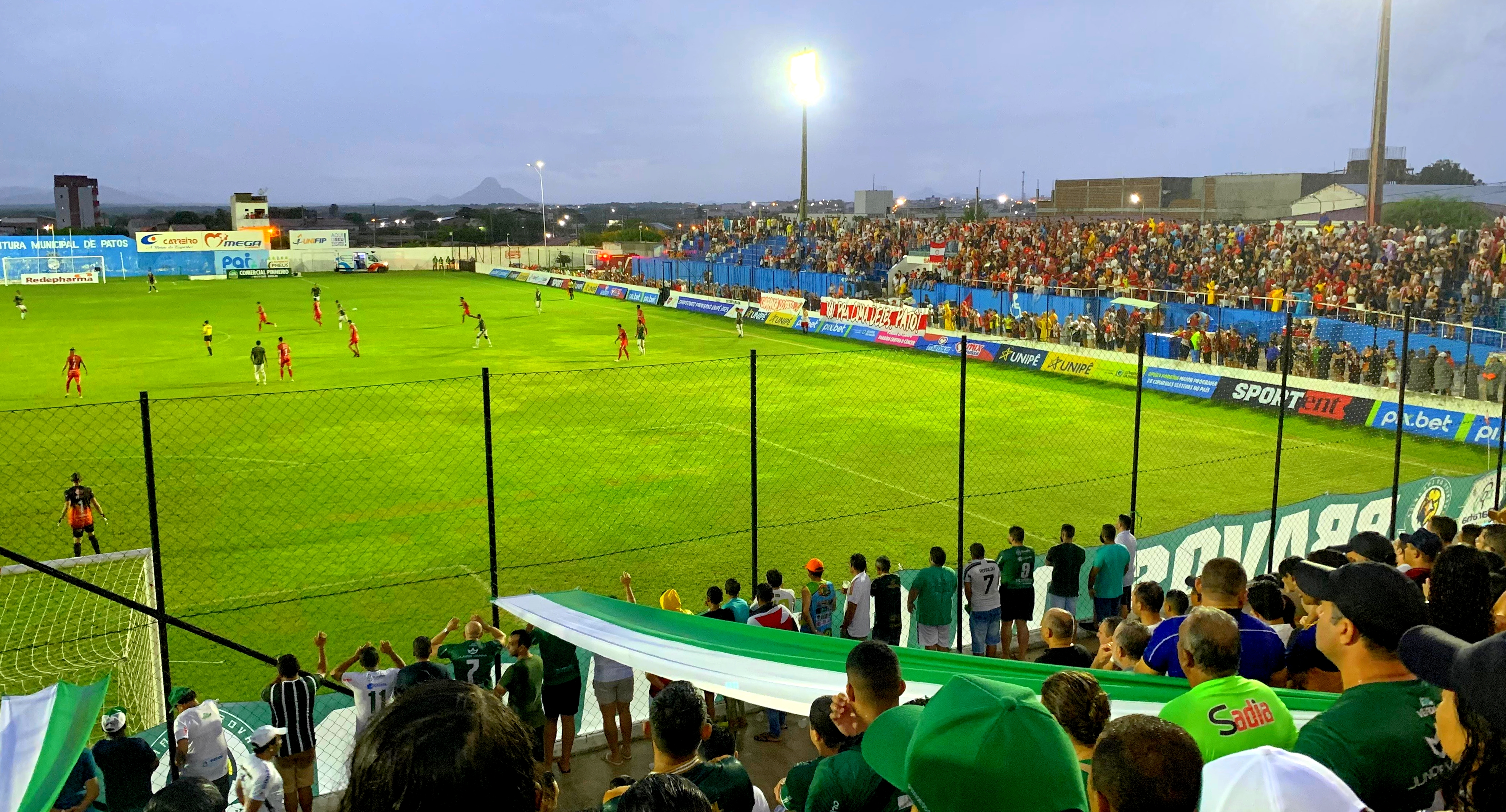
Clássico Patoense de 2025

O Nacional realiza com o Esporte, outro clube profissional da cidade, o chamado Clássico Patoense, cujo confronto tem raízes que remontam ao início da década de 1960, quando as duas equipes fundadas nas décadas de 1950 e 1960 passaram a protagonizar os principais embates da cidade, inicialmente com as partidas disputadas no Campo do Ginásio, um campo que se localizava nas proximidades de onde hoje fica a Escola Monsenhor Manuel Vieira, com o primeiro confronto realizado em 14 de abril de 1963. Os dois clubes já haviam se consolidado como principais equipes no cenário esportivo municipal e acabaram por se profissionalizar em 1964, fomentando o clássico, que passou a ser disputado no Estádio Municipal, um espaço com maior infraestrutura e organização e apoiando a entrada das equipes no Campeonato Paraibano de Futebol a partir de 1965, o que fortaleceu ainda mais a rivalidade, a qual já teve mais de 100 partidas oficiais disputadas desde 1963.
Com outras equipes do estado a equipe canarinha também realiza memoráveis embates, se não foram considerados clássicos, são ao menos dérbis com importância regional, a exemplo das partidas contra o Sousa, de Sousa, havendo rivalidade entre os dois em relação a qual clube é o "maior do Sertão", nomenclatura utilizada por ambas as equipes e onde fala-se da existência do "Clássico Sertanejo", mas havendo dúvidas se o confronto é clássico ou não, com a mesma dúvida valendo para os confrontos com outra equipe sertaneja, o Atlético Cajazeirense, de Cajazeiras, os quais realizaram grandes partidas em suas histórias, a exemplo da final do Paraibano de 2007, na qual o Nacional se consagrou campeão.

## Títulos
| ESTADUAIS | ESTADUAIS                         | ESTADUAIS | ESTADUAIS                     |
|           | Competição                        | Títulos   | Temporadas                    |
| --------- | --------------------------------- | --------- | ----------------------------- |
|           | Campeonato Paraibano              | 1         | 2007                          |
|           | Copa Paraíba                      | 1         | 2008                          |
|           | Campeonato Paraibano - 2ª Divisão | 1         | 2017                          |
|           | Torneio Incentivo                 | 5         | 1977, 1978, 1979, 1980 e 1981 |

## Campanhas de destaque

### Paraibano
Primeira Divisão 2007
Elenco inicial da final de 2007
A conquista do Estadual de 2007 ocorreu sob o comando do treinador Jorge Luís, na qual a campanha do Nacional no primeiro turno consistiu em cinco vitórias, três empates e uma derrota, terminando a fase classificatória em 3.º lugar, avançando para enfrentar o rival Esporte de Patos na semifinal e após uma vitória por 3–1 na primeira partida do clássico, a equipe nacionalina entrou em campo podendo perder por até um gol, mas acabou empatando a partida e avançando de fase para enfrentar outra equipe sertaneja na final: o Sousa, onde mais uma vez a equipe verde e branco conseguiu obter êxito, conseguindo um placar agregado de 2–2 nas duas partidas da final do primeiro turno e levantando o título por possuir melhor campanha que o adversário. No segundo turno, a equipe foi eliminada nas semifinais pelo Atlético Cajazeirense, com a equipe de Cajazeiras levantando a taça daquele turno e forçando um confronto final com o Nacional para decidir em duas partidas qual equipe seria campeã estadual daquele ano.
A temporada de 2007 do Paraibano teve duas equipes sertanejas na grande final, com a primeira partida ocorrendo em 9 de maio no Estádio Perpétuo Corrêa Lima, em Cajazeiras, cuja partida teve o placar aberto pelo Nacional, gol ao artilheiro Edmundo, posteriormente o Atlético reagiu e marcou duas vezes, obtendo assinalar uma vitória por 2–1 e levando vantagem do empate para a partida da volta em Patos. Apesar da derrota no primeiro embate da final, o Nacional apresentou-se muito confiante para o jogo da volta em Patos, ocorrido em 13 de maio, às 16h, no Estádio José Cavalcanti, no qual houve uma grande exibição do clube, dominando de ponta a ponta a partida, na qual, embora Edmundo tenha perdido um pênalti no primeiro tempo, Wescley ascendeu a esperança nacionalina ao marcar no final da primeira etapa, complementando a exibição com gols de Ribina e Lamar na segunda etapa, para consolidar o placar de 3–0 para o Naça e garantir o título mais importante da história do clube.
Segunda Divisão 2017
Dez clubes disputaram o Campeonato Paraibano da Segunda Divisão em 2017, os quais foram divididos em três grupos regionalizados, ficando o Nacional no "Grupo do Sertão", dividindo forças com o Nacional de Pombal e o Femar, que na época disputava suas partidas em Teixeira, sendo a terceira vez seguida do Nacional na referida divisão estadual, contudo, dessa vez o clube formou uma equipe mais competitiva, demonstrando desde o início do campeonato que seria um dos favoritos ao título e acesso à Primeira Divisão. A fase inicial compreendeu jogos de ida e volta entre os integrantes de cada grupo, sendo que a equipe patoense avançou de fase de maneira invicta, conquistando três vitórias e um empate, terminando em primeiro lugar em seu grupo.
A partir da segunda fase os jogos foram no estilo mata-mata, com partidas de ida e volta, onde foi observada continuidade da boa campanha do canarinho do sertão, que obteve duas vitórias contra o Perilima nas quartas de final e duas vitórias contra o São Paulo Crystal, garantindo o acesso à Primeira Divisão de 2018 e vaga na final, para disputar o título com a Desportiva Guarabira. A grande final da temporada foi decidida em duas partidas, com o Nacional escolhendo realizar a primeira no José Cavalcanti, em Patos, a qual concluiu-se com uma vitória do verdão canarinho por 2–0, já na partida volta em Guarabira, o Nacional conheceu sua primeira derrota no campeonato, pelo mesmo placar da partida de ida, o que forçou a final a ser decidida nos pênaltis, mas com o desfecho favorável ao Nacional que venceu a disputa por 4–2, conquistando o título da Segunda Divisão 2017, dez anos após a conquista da Primeira Divisão.

### Brasileirão
| Competição      | Posição final | Números | Números | Números | Números | Números | Números | Números | Números    |
| Competição      | Posição final | Jog     | V       | E       | D       | GP      | GS      | SG      | % vitórias |
| --------------- | ------------- | ------- | ------- | ------- | ------- | ------- | ------- | ------- | ---------- |
| Série B de 1989 | 49.º de 96    | 10      | 4       | 2       | 4       | 11      | 13      | −2      | 040,00     |
| Série C de 2005 | 44.º de 63    | 6       | 4       | 0       | 2       | 11      | 8       | +3      | 066,67     |
| Série C de 2007 | 8.º de 64     | 32      | 12      | 4       | 16      | 36      | 52      | −16     | 037,50     |
| Série D de 2023 | 14.º de 64    | 18      | 8       | 4       | 6       | 21      | 16      | +5      | 044,44     |
| Total           | Total         | 66      | 28      | 10      | 28      | 79      | 89      | −10     | 042,42     |

Fonte: 
Série B 1989
O Nacional disputou o Brasileirão pela primeira vez em 1989, tendo participado da Série B, por meio de vaga conquistada na disputa do triangular final do estadual daquele mesmo ano, sendo o primeiro clube do Sertão Paraibano a disputar uma competição nacional. O campeonato organizava-se de maneira regionalizada e a equipe foi alocada no Grupo E, medindo forças com Botafogo e Treze da Paraíba e os clubes potiguares do ABC, América de Natal e o Baraúnas.
O clube disputou um total de dez partidas com os demais integrantes do grupo, sendo cinco partidas com mando do Nacional e cinco jogos fora de cada, com mando das demais equipes, sendo que ao final da primeira fase o clube conquistou dez pontos, findando na 4.ª posição dentro de seu grupo e portanto, eliminando o clube da competição. Na classificação geral, o clube posicionou-se numa posição intermediária, ficando em 49.º entre as 96 equipes que disputaram o torneio.
Série C de 2005
O vice-campeonato paraibano de 2005 rendeu vaga para o Nacional disputar o Brasileirão daquele ano, dessa vez, na Série C, tendo sido alocado no Grupo 6, juntamente com América de Natal, Coruripe, de Alagoas e o Vitória das Tabocas, de Pernambuco. Em sua segunda disputa da liga brasileira, o clube patoense se saiu melhor do que sua primeira participação, obtendo quatro vitórias e dois empates, totalizando doze pontos ao final da primeira fase, o que o colocou em 2.º lugar na classificação geral e consequentemente garantindo vaga na fase posterior.
Em uma das partidas do torneio o Nacional superou o Vitória das Tabocas por 1–0 em Pernambuco, contudo, o Superior Tribunal de Justiça Desportiva (STJD) entendeu que naquela partida o Nacional cometeu irregularidades ao escalar o atleta Alisson, tirando os três pontos obtidos pelo triunfo na referida partida mais três pontos de punição, levando o clube a ficar com apenas seis pontos na colocação geral, caindo para a 3.ª posição e sendo ultrapassado pelo América de Natal, eliminado-o do torneio.
Série C de 2007
No ano em que conquistou o Campeonato Paraibano pela primeira vez, o Nacional também foi muito bem no Brasileirão Série C, o qual na primeira fase foi alocado no Grupo 5, ao lado de Icasa, do Ceará, do Porto-PE e do Potiguar de Mossoró, obtendo três vitórias, dois empates e apenas uma derrota, terminando a primeira fase classificatória com 11 pontos e em 1.º lugar, avançando de fase pela primeira vez no torneio. Na segunda fase o clube foi agrupado junto ao Atlético Cajazeirense, da Paraíba, o Bahia e o Linhares, do Espírito Santo, seguindo com a boa fase a alcançando doze pontos ao final da sequência, os quais foram obtidos por meio de quatro vitórias no grupo, incluindo uma vitória sobre o Bahia por 2–1, partida em que houve a escalação do atleta Wescley, entendida pelo STJD como irregular, fazendo com que a equipe perdesse seis pontos mas mesmo assim se avançando de fase em 2.º lugar no grupo.
O bom desempenho da equipe manteve-se na terceira fase do supracitado torneio, classificando-se em 2.º lugar em seu grupo, atrás do Barras, do Piauí, e à frente do Coruripe e da Tuna Luso, do Pará, porém, na fase final decisiva era necessário um estádio com pelo menos 10 mil assentos, o que levou o verdão canarinho a mandar seus jogos em Campina Grande, reduzindo o apoio da torcida e o fator casa, refletindo no desempenho do clube, que terminou o octogonal de acesso em último lugar, com duas vitórias, dois empates e dez derrotas.
Série D de 2023

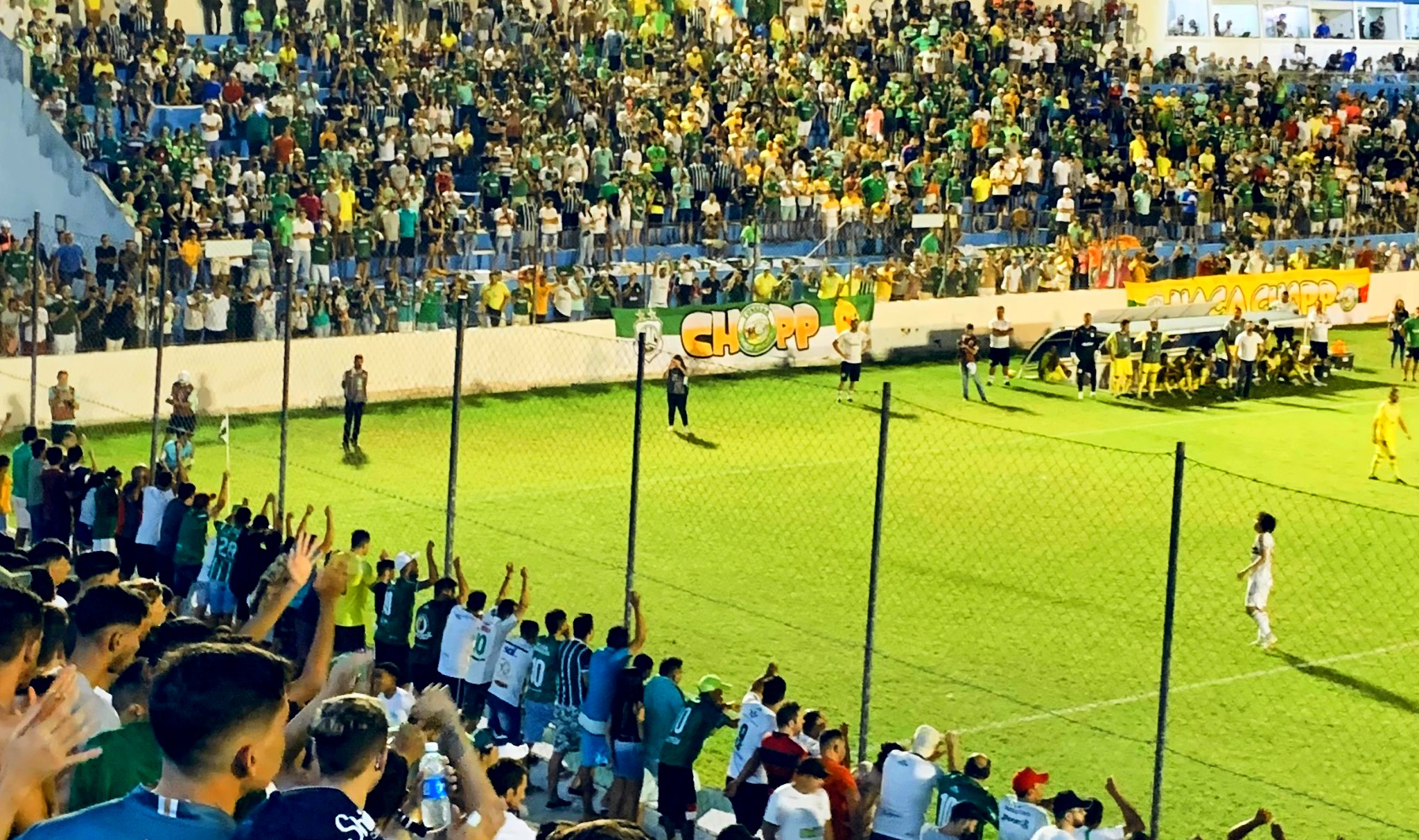
Nacional–Santa Cruz pela Série D 2023

Em 2023 a equipe retornou às disputas do Brasileirão, dessa vez, sua participação foi na Série D, sendo a primeira do clube na referida divisão, sendo alocado no grupo para enfrentar o Sousa e o Campinense, da Paraíba, os cearenses Pacajus e Iguatu, o Potiguar de Mossoró, o Globo do Rio Grande do Norte, além do Santa Cruz do Recife, o qual protagonizou duas grandes partidas, em Patos e no Estádio do Arruda, em Recife, as quais terminaram empatadas por 2–2. Com grande peso do fator casa na pontuação, o clube conseguiu terminar a primeira fase na 2.ª posição, obtendo sete vitórias, três empates e quatro derrotas, somando 24 pontos, dois a menos que o primeiro colocado do grupo, conseguindo avançar de fase.
A partir da segunda fase, a Série D foi disputada em confrontos diretos com jogos de ida e volta cuja atuação do Nacional permaneceu de forma consistente, atuando contra o ASA na segunda fase e avançando com um placar agregado de 3–2, na terceira fase o clube enfrentou o Ferroviário, clube que vinha numa campanha melhor que a do verdão canarinho e em campo demonstrou o futebol que viria a se tornar o campeão invicto do torneio, empatando sem gols em Patos mas perdendo por 3–1 no Ceará e sendo eliminado do torneio na 14.ª posição entre os 64 que concluíram o torneio.

### Copa do Brasil
Copa do Brasil 2008
Em toda sua história o Nacional participou duas vezes da Copa do Brasil, nas temporadas de 2008 e 2009. A estreia do clube patoense na competição foi contra a equipe gaúcha do Internacional, com o jogo ocorrendo em Patos, na qual a partida terminou com o placar de 4–0 para a equipe visitante, eliminando a necessidade do jogo de volta em Porto Alegre e também eliminado o canarinho da competição em sua primeira partida.
| Equipe 1 | Total | Equipe 2      | 1.º jogo | 2.º jogo  |
| -------- | ----- | ------------- | -------- | --------- |
| Nacional | 0–4   | Internacional | 0–4      | Não houve |

Copa do Brasil 2009
Em 2009 o Nacional participou pela segunda vez da Copa do Brasil, dessa vez, enfrentou a equipe carioca do Fluminense, na qual saiu-se melhor na primeira partida, quando comparado com a temporada anterior, que perdeu de goleada e eliminou a partida de volta. O jogo de mando do clube ocorreu em João Pessoa e a equipe patoense foi derrotada pelo placar mínimo (1–0), com o Nacional tendo chegado ao empate mas o tendo sido gol mal anulado pela arbitragem levando a decisão em desvantagem para o Rio de Janeiro, com a partida ocorrendo no Maracanã e sendo concluída com o placar de 3–0 a favor do Fluminense, eliminado a equipe sertaneja do torneio.
| Equipe 1 | Total | Equipe 2   | 1.º jogo | 2.º jogo |
| -------- | ----- | ---------- | -------- | -------- |
| Nacional | 0–4   | Fluminense | 0–1      | 0–3      |

## Estatísticas

### Participações
|  | Participações em 2025 |

| Competição | Competição           | Temporadas | Melhor campanha        | Anos                                              | P | R |
| Paraíba    | Campeonato Paraibano | 54         | Campeão (2007)         | 1965–1968, 1970–1995, 1997–2002, 2004–2013, 2018– |   | 1 |
| Paraíba    | 2ª Divisão           | 3          | Campeão (2017)         | 2015–2017                                         | 1 | – |
| Brasil     | Copa do Brasil       | 2          | 1 ª fase (2008 e 2009) | 2008, 2009                                        |   |   |
| Brasil     | Série B              | 1          | 49 º colocado (1989)   | 1989                                              | – | – |
| Brasil     | Série C              | 2          | 8 º colocado (2007)    | 2005, 2007                                        | – | – |
| Brasil     | Série D              | 1          | 14 º colocado (2023)   | 2023                                              | – |   |